# Twistlock

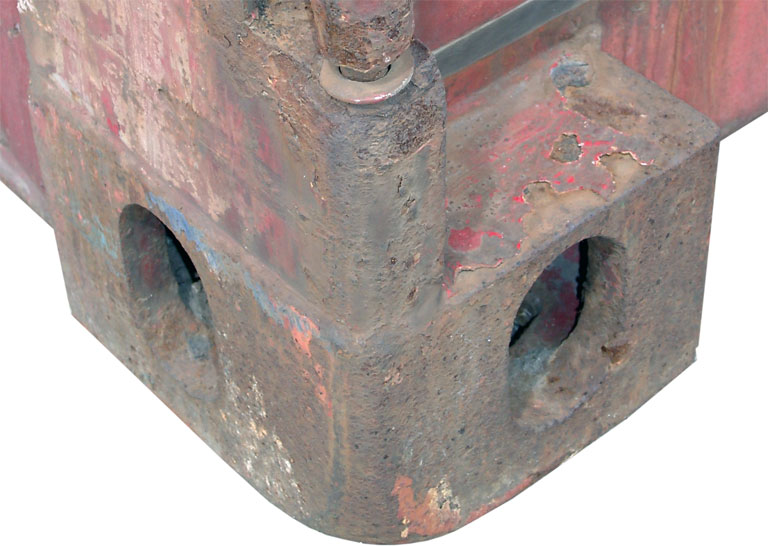
Die standardisierte Containerecke (corner casting) ermöglicht das einfache Stapeln und Verladen. Rechts das am Kopf stehende shield hole.

Twistlocks (twist engl. für „verdrehen“, lock engl. für „Schloss“), auch Drehzapfen genannt, sind Verriegelungen, die Wechselbehälter oder ISO-Container untereinander, nach unten mit dem Trägerfahrzeug oder nach oben mit dem Hebegeschirr, dem sogenannten Spreader, verbinden. Dabei werden die Twistlocks in die genormten Eckbeschläge (corner castings) der Container eingesetzt beziehungsweise die Container auf die fest am Fahrzeug befindlichen Verriegelungen aufgesetzt. Dann wird ein Teil des Twistlocks um 90° verdreht und dadurch eine formschlüssige Verbindung hergestellt.

## Technik
Die Verschlussrichtung der Twistlocks ist verschieden. In Europa sind linksschließende Twistlocks, in den USA rechtschließende Twistlocks verbreitet.
Die Betätigung der Twistlocks erfolgt hydraulisch, elektrisch bzw. pneumatisch. Diese werden bei Spreadern von Kranen und Staplern als fernbedienbare Schließmechanismen mit Rückmeldung, dass die Verbindung zu ist, ausgeführt. Werden die Twistlocks nur gelegentlich betätigt, kann diese auch manuell erfolgen.
Durch die Schlitzlängen ergibt sich eine gewisse Verschieblichkeit der nicht festgeschraubten Verbindungen. Das top hole benötigt wegen seiner größeren Breite größere Twistlocks als die zwei seitlichen Löcher.
Twistlocks weisen eine Schraube auf. Am Boden der Ladebucht moderner Schiffe können jedoch auch Verbindungsstellen mit Schnappern verbaut sein. Ähnliches gilt für LKW.

## Eckbeschlag
ISO-Container sind mit Eckbeschlägen (englisch »corner casting«) an allen acht Ecken ausgestattet. Diese sind als Quader mit Öffnungen an drei Seiten ausgestattet. Das am Container nach oben oder unten orientierte »top hole« ist der größte Öffnungsschlitz. Das »shield hole« einer Vertikalseite des Quaders ähnelt ein wenig einem Wappenschild: Der Schlitz steht mit seiner Längsachse vertikal und ist unten mit einem Halbkreis begrenzt, oben jedoch mit einem flacheren Sechstel- bis Viertelkreisbogen. Ums Eck öffnet sich das ebenfalls in Ebene und Längsachse vertikal stehende »stadium hole«, das einer Leichtathletik-Laufbahn insoweit ähnelt, als der Schlitz oben und unten durch Halbkreise ausgeformt wird. Corner castings haben drei verschieden geformte Passöffnungen, die Formstücke sind damit chiral, es gibt daher zwei nicht idente Ausformungen, die Spiegelbild voneinander sind. Die Öffnung an dessen längste Seite parallel zum langen »top hole« und zur Länge des Containers ausgebildet ist. Obwohl die beiden kürzeren Öffnungen ihre Längsachsen vertikal stehen haben, ist die Höhe des Quaders seine kleinste Seitenlänge, ein wenig wie bei einem flach liegenden Mauerziegel.

## Verwendung

### Straßenverkehr
Bei Landfahrzeugen gibt es absenkbare und nicht absenkbare (klappbare) Verriegelungen, die oft fest mit dem Fahrzeug verbunden sind. Die Container-Verriegelung (Twistlock) an einem LKW-Sattelauflieger wird mit Handrad und Sicherung bewerkstelligt.

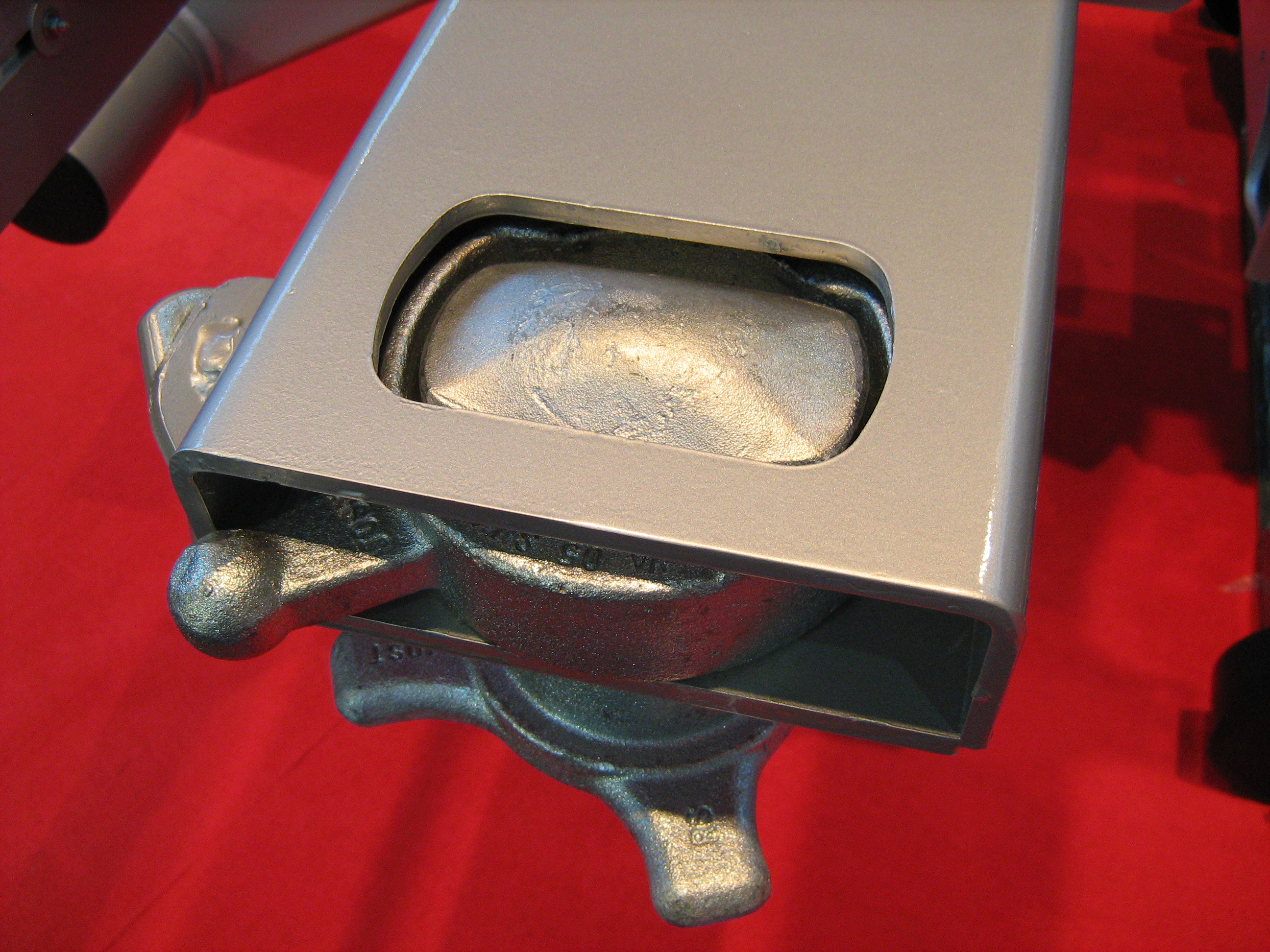
Versenkt zum Aufpritschen
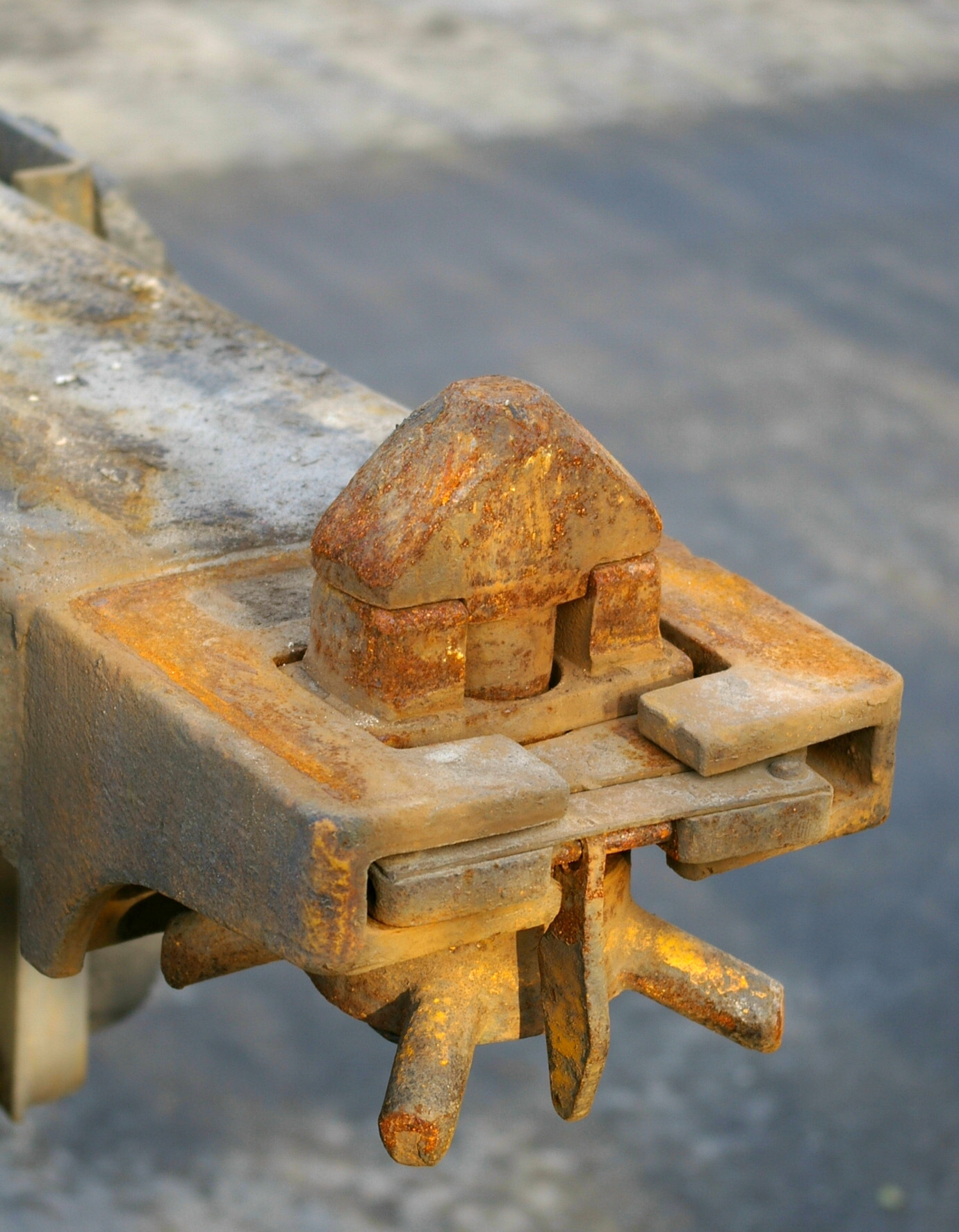
Passend zum Container aufsetzen
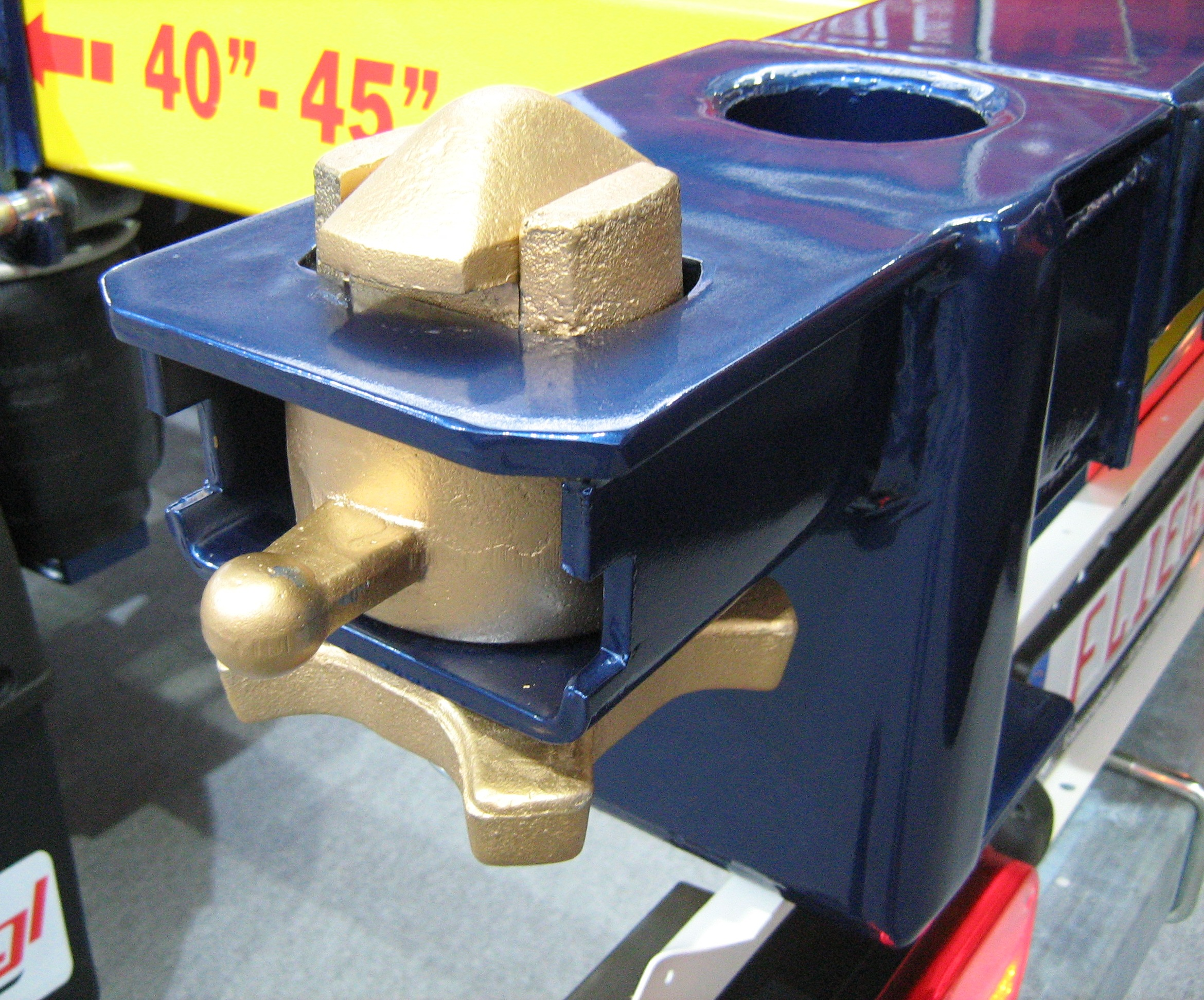
Aussehen im verriegelten Zustand

### Schienenverkehr
Bei Containertragwagen werden keine Twistlocks eingesetzt. Stattdessen werden Aufsetzzapfen verwendet.

### Schifffahrt
In der Schifffahrt werden verschiedene Elemente zur Sicherung von Containern an Deck oder im Laderaum benutzt. Twistlocks unterscheiden sich nach ihrem Einsatzort und nach Schiffstyp und werden dann auch entsprechend anders bezeichnet.
Auf Vollcontainerschiffen zum Beispiel werden zum Sichern der Container an Deck die normalen (ordinary) Twistlocks benutzt. Sie besitzen an jedem Ende eine konische Form und bilden mit dem Schaft die zu drehende vertikale Achse, die nach der Verdrehung um 90° in die geschlossene (locked) Stellung gebracht wird.
Auf den Lukendeckeln sind Twistlock Foundations oder Pockets angebracht. In diese Aussparung wird eine Seite des Twistlocks eingesteckt. Von oben wird ein Container auf den Twistlock gesetzt, dessen oberes Ende nun in einem corner casting steckt. Nun wird die vertikale Achse des Twistlocks verdreht. Bedingt durch die Form der Twistlock-Enden ist der Container an dieser Ecke nun fest mit dem Lukendeckel verbunden. Jeder Container wird mit vier Twistlocks gesichert.
Bei anderen Schiffstypen (z. B. Multi-Purpose-Schiffe), die nicht nur für die Containerfahrt ausgelegt sind, kann es andere Arten von Twistlocks geben, da die Twistlock-Foundations an Deck oder auf dem Lukendeckel störend bei der Beförderung anderer Ladungsgüter sein können. Hier nutzt man Bottom- oder Sliding-Twistlocks. Diese werden in Schwalbenschwanz-Fundamente (dovetail foundations) geschoben. Das System ähnelt einem Fuß, der in einen Schuh gesteckt wird. Dieser Twistlock sieht auf der oberen Hälfte wie der normale Twistlock aus, besitzt aber auf der unteren Seite lediglich eine Platte, die in das Fundament an Deck oder Luckendeckel eingeschoben wird.

## Automatische Twistlocks
Ursprünglich wurden die Twistlocks von oben in die Container bzw. die Deckbeschläge eingesetzt, dann der Container aufgesetzt und der Verriegelungsmechanismus mechanisch betätigt. Aus Gründen des Unfallschutzes ging die Entwicklung über halbautomatische zu vollautomatischen Twistlocks. Diese werden in die unteren Eckbeschläge (corner castings) des an der Containerbrücke hängenden Containers eingehängt. Sie verriegeln und entriegeln (entsprechende Losreißkraft der Brücke mit Erschütterungen des Inhalts) sich automatisch, wenn sie in die entsprechenden Beschläge der bereits stehenden Container einrasten.

## Weiteres Material zu Containersicherung
Doublecone
zur Verbindung von Containern untereinander, um einen Blockstau zu erreichen. Wird heute kaum mehr angewendet, da diese Art der Ladungssicherung beim Teillöschen von Ladungspartien ein Umstauen verbleibender Ladung nötig macht.
Bridgefitting
sind Verbindungsstücke, die in der letzten Containerlage gesetzt werden. Durch Bridgefittinge werden Container, je nach Fittingtyp, transversal oder longitudinal miteinander verbunden. Sie werden eingesetzt, um eine kraftschlüssige Verbindung und höhere Ladungsstabilität zu erreichen.
Die Bauweise großer Containerschiffe mit flachem Heck impliziert die Gefahr, dass unter dem Schiff durchrollende Brecher starke vertikale Beschleunigungskräfte verursachen. Dafür sind die Twistlocks, mit denen die aufeinandergestapelten Container untereinander befestigt sind, nicht ausgelegt; sie wirken gegen waagerechte Kräfte. Deshalb werden Bridgefittinge zum Sichern einzelner Containertürme verwendet. Fälle wie der des großen Containerschiffs MSC Zoe (Verlust von 345 Containern) haben gezeigt, dass dies erforderlich ist.
Laschstangen
dienen zur Befestigung der zweiten oder dritten Containerlage mit dem Deck.